# Marquesado de Cañada Honda
El marquesado de Cañada Honda es un título nobiliario español creado el 20 de marzo de 1893 a favor de Emilio Drake y de la Cerda, diputado a Cortes y senador del Reino por Segovia, caballero gran cruz de la Orden de Isabel la Católica y caballero de la Real Maestranza de Caballería de Sevilla.
Su nombre se refiere al paraje de Cañada Honda del municipio de Vera, en la provincia de Almería.

## Blasón del Marquesado
El escudo del marquesado de Cañada Honda consiste de un escudo cuartelado en aspa de azur (el primero y el tercero) y de gules (el segundo y el cuarto), sobre todo un dragón en plata y en jefe una estrella de seis puntas en sable flanqueada por dos cruces en sable también. Comparte su heráldica con la del condado de Vega Mar.

## La Casa Drake-La Cerda: el linaje de Eguaras, Vega Mar y Cañada Honda 1855-1916
El marquesado de Eguaras, el de Cañada Honda y el condado de Vega Mar entroncan juntos en la rama Drake - la Cerda, que se convirtió en el linaje que englobas los tres títulos. 
Los orígenes de la familia Drake se encuentran en los antiguos colonos ingleses que en siglo XVIII, durante el auge del colonialismo británico, migraron a las islas caribeñas, controladas en su mayoría por españoles y franceses. Miembros de la familia Drake, emparentados  con la casa de los Malbourough (familia Spencer), viajaron a Cuba a mediados del siglo XVIII donde se establecieron. En la década de 1790 James Drake Spencer (españolizado Santiago Drake Spencer) llegó a la isla y entabló contactos con su élite y la de la Luisiana, estableciendo en Habana y Nueva Orleans varios negocios bancarios y relacionados con la explotación de azúcar. Durante la llamada "Revolución del Azúcar" en la isla a comienzos del siglo XIX, la familia se enriqueció invirtiendo en el sistema ferroviario cubano y ascendiendo socialmente en la jerarquía de la isla. James Spencer había casado con Carlota Núñez del Castillo - hija del Conde del Castillo, Marqués de San Felipe y Santiago, uno de los nobles más importantes de Cuba - y su hijo Carlos Drake y Núñez del Castillo fue ennoblecido en 1847 con el Título de conde de Vega Mar.
De acuerdo con el historiador Hugh Thomas, el ascenso social de los Drake en Cuba fue vertiginoso. Para mediados de siglo la familia estaba totalmente "hispanizada". Carlos Drake y Núñez del Castillo (1802-1870) se instaló definitivamente en España, manteniendo no obstante los contactos y negocios en el Caribe, donde casó (en Guipúzcoa) en 1847 con Virginia De La Cerda y Gand-Vilain de la Rochefocauld. Virginia (1824-1909) era hija de José Máximo De la Cerda y Palafox (1794-1851), VI conde de Parcent, VI marqués de Bárboles, grande de España, caballero del Toisón de Oro, primo de la que sería emperatriz de los franceses Eugenia de Montijo, que había servido como consejero de la reina regente María Cristina de Borbón y del infante Francisco de Paula, y de la noble emigrada francesa Marie Gand-Vilain de la Rochefoucauld, hija del Marqués de Bayers (en Francia) nieta del último príncipe de la Rochefoucauld. Al morir su padre en 1851, Virginia lo sucedería en el Título de Marqués de Eguaras, ingresando en la Real Orden de Damas de María Luisa. Su marido Carlos, fue nombrado gentilhombre de la Reina y senador vitalicio. 
Del matrimonio Drake - De la Cerda nacieron cinco hijos: Carlos José, Emilio, María Luisa Antonia (muerta a los dos años), Luis María y Rosalía. Carlos sucedió como II Conde de Vegamar en 1870 y como VIII Marqués de Eguaras en 1909. Luis María, el mediano de los hermanos (n.1853) casó el 30 de mayo de 1880 con María de los Dolores Travesedo Fernández-Casariego  ̶ hija del posteriormente nombrado conde de Maluque (1884) y de la marquesa de Casariego (1873) ̶  . Rosalía Drake De La Cerda (1857-1932) se casó con su tío, el 22 de abril de 1877, José Luis de la Cerda y Alvear, IX conde del Villar. El último hijo, Emilio Drake y De La Cerda, sería creado Marqués de Cañada Honda en 1893.

## Historia de los marqueses de Cañada Honda
Emilio María Juan Crisostomo Drake y de la Cerda (1855-1915), I marqués de Cañada Honda. Nació en Madrid, el 27 de enero de 1855, siendo el hijo menor del conde de Vegamar y la marquesa de Eguaras. 
El menor de sus hermanos, Emilio no heredó ninguno de los títulos de su casa. Cercano al Partido Liberal y al Gamacismo, Drake sirvió como senador por Puerto Rico entre 1891 y 1893, participando en los debates que de la Comisión de Fomento y las leyes contra la esclavitud en la isla. Pasó después servir como senador y más tarde como diputado por la provincia de Segovia (1898-9, 1904, 1908-10). En el contexto del caciquismo que determinaba los resultados electorales en la Restauración, fue clave su acción en Segovia para lograr los escaños a favor de los liberales. El 20 de marzo de 1893 fue creado Marqués de Cañada Honda por la Reina Regente María Cristina de Habsburgo. 
El 22 de febrero de 1879 se casó en la Iglesia de San Sebastián en Madrid con María de la Asunción Fernández-Durán y Bernaldo de Quirós. María Asunción (1857-1899) era hija de Manuel Fernández-Durán y Pando, quinto marqués de Perales del Río, con Grandeza de España, y quinto marqués de Tolosa, y de Francisca de Paula Bernaldo de Quirós. El matrimonio tuvo diez hijos.
- Francisco de Paula Drake Fernández-Durán (1880-1936)
- Manuel Drake Fernández-Durán (1881-1918)
- María Virginia Drake Fernández-Durán (1882-1957) casada con Eduardo Losada González de Villalaz, hijo de los marqueses de Castellones.
- Agustín Drake Fernández-Durán (1883-1922) casado con Joaquina Albareda Casani
- Francisca de Paula Drake Fernández-Durán (1885-1967) casada con Zoilo Ibáñez de Aldecoa y Palet
- Antonia Drake Fernández-Durán (1886-1968) casada con su primo, Emilio Drake y Redondo (futuro marqués de Eguaras)
- María Josefa Drake Fernández-Durán (1888-1922) casada con Mariano López Fontana.
- Ignacio Drake Fernández-Durán (1891-1933)
- Luis Drake Fernández-Durán (1891-1934)
- Ana María Drake Fernández-Durán (1892-1972) casada con el abogado Félix Suárez-Inclán.

Emilio murió en la finca de La Cervanta (Toledo) el 2 de julio de 1915 a la edad de sesenta años. Fue sucedido por su hijo Francisco.
Francisco de Paula María Alejandro Emilio Manuel José de Jesús Drake y Fernández-Durán (1880-1936), II Marqués de Cañada Honda, fue el primogénito de Emilio Drake y Mª de la Asunción Fernández-Durán. Desde pequeño y debido a la posición de padre, Francisco fue un asiduo de la corte del rey Alfonso XIII. Gran aficionado del toreo, gustaba de ir a ver corridas con su primo el duque de Veragua. Un día, el Duque le invitó a ver una corrida de Granero en la que serían toreados bravos toros de Veragua, el toro más caro que había en aquel momento (cada animal estaba valorado en mil pesetas). El Marqués aceptó encantando pero durante la corrida, "Pocapena" uno de los toros llamados 'de Veragua' invistió al matador Manuel Granero contra el palco de los aristócratas que vieron con horror como aquel hombre moría ante ellos. Entre las amistades del Marqués se encontraban también el ducado de Maura y su hermano. Dicha amistad sería de importancia para Alfonso XIII ya en 1931. Ante la caída de la Monarquía y el advenimiento de la República, el Marqués intervino ante Miguel Maura, en cuya casa se reunió el Comité Republicano, para que garantizara la seguridad del Rey. 
El Marqués se casó, el 10 de mayo de 1905, con Luisa de Santiago y Lacave (m. 1967), proveniente de una familia burguesa de Cádiz, hija el general Luis de Santiago Aguirrebengoa, Ministro de Guerra en el gobierno de Antonio Maura (1918). El matrimonio tuvo ocho hijos: 
- Mª de la Asunción Drake y Santiago (1906-1977), casada con Tomás Alfaro Fournier.
- Francisco Drake y Santiago (1908-1936)
- Luisa Drake y Santiago
- Fuencisla Drake y Santiago
- Manuel Drake y Santiago (1913-1936)
- Federico Drake y Santiago (1920-1948)
- Josefa Drake y Santiago (1915-2005)
- Rafael Drake y Santiago (1919-1936)

En el verano 1936, la familia Drake pasaba una temporada en la finca  "El Calderín" en el pueblo toledano Los Yébenes. Mª de la Asunción se encontraba con sus dos hijas (Asunción y Merche Alfaro Drake), el Marqués y la Marquesa, con sus hijos Manuel y Rafael y sus hijas Fuencisla y Luisa, con su marido Carlos Martínez Repulles. El verano se vio sacudido por el estallido, el 17 de julio, de la guerra civil española (1936-1939). Los milicianos de la checa formada en Los Yébenes entraron en la casa y trasladaron a la familia a una iglesia cercana, donde en la noche fusilaron al Marqués, a sus hijos Manuel y Rafael, de trece y diecisiete años, y a su yerno Carlos. Francisco, el primogénito, fue asesinado en Paracuellos poco después. Quedaron únicamente vivas las mujeres, y el uno de los hijos, Federico, el cual moriría años después, enfermo de tuberculosis. María de la Asunción rehabilitaría el título de su padre en 1951.
María de la Asunción Drake y Santiago (1906-1977.), III marquesa de Cañada Honda, se había casado en 1924 con un miembro de la burguesía de Vitoria, Tomás Alfaro Fournier, hijo de Juan Alfaro y Mercedes Fournier. El matrimonio tuvo cinco hijos:
- Mercedes Alfaro y Drake, casada con Ignacio de Foxá Torroba, conde de Rocamartí.
- María de la Asunción Alfaro Drake
- Francisco de Paula Alfaro Drake
- María Victoria Alfaro Drake
- Tomás Alfaro Drake

En 1951 rehabilitó el título de Marqués de Cañada Honda, vacante desde el asesinato de su padre en 1936. María de la Asunción, moriría en Madrid en 1977 siendo sucedida por su hijo.
Francisco de Paula Alfaro y Drake, (1940-2024) IV marqués de Cañada Honda. Casado con Dolores Brujó Pfitz.